# 托莫丽鲷属
托莫麗鯛屬，是條鰭魚綱䲁形目麗魚科下的一個屬。

## 分類
本屬屬於麗體魚亞科，目前被認可的種如下：
- 阿氏托莫麗鯛 Tomocichla asfraci
- 西氏托莫麗鯛 Tomocichla sieboldii
- 管棲托莫麗鯛 Tomocichla tuba